# Hermann Kratz
Hermann Heinrich Martin Kratz (* 25. September 1865 in Nieder-Florstadt; † 9. Februar 1943 in Darmstadt) war Kreisrat und Ministerialbeamter im Großherzogtum Hessen.

## Familie
Seine Eltern waren der praktische Arzt Dr. med. Karl Wilhelm Kratz und Bertha geborene Hammel.
Hermann Kratz heiratete 1893 Emilie Holzapfel (1867–1945), Tochter eines späteren Richters am Oberlandesgericht Darmstadt.

## Karriere
Bis 1887 studierte Hermann Kratz Rechtswissenschaft an der Universität Gießen. 1891 promovierte er zum Dr. jur. und legte auch im gleichen Jahr das Staatsexamen ab. 1892 wurde er Regierungsassessor im Kreis Friedberg, 1895 Kreisamtmann. 1897 übernahm er die Stelle eines Polizeiinspektors im Polizeiamt Darmstadt und wechselte 1898 zum Kreis Darmstadt. Ab 1898 war er Sekretär im Ministerium des Innern des Großherzogtums, rückte bis 1900 in dessen Führungsebene vor und wurde 1902 zum Regierungsrat befördert. 1908 bis 1911 übernahm er die Stelle des Kreisrats des Kreises Dieburg und wechselte anschließend als Ministerialrat in das Ministerium der Finanzen und dessen Abteilung für Bauwesen, ein Jahr später ist er 1912 Ministerialrat im Ministerium des Innern. 1922 wurde er Richter am Verwaltungsgerichtshof Darmstadt, 1930 in den Ruhestand versetzt.

## Weitere Engagements
- Bis 1899 stellvertretender Vorsitzender des Schiedsgerichts für die Bauunfallversicherung[1]
- 1903 Stellvertretendes ständiges Mitglied des Landesversicherungsamtes im Reichsamt des Innern[1]
- 1911 Mitglied des Technischen Oberprüfungsamts[1]
- 1913 Vorsitzender des Technischen Oberprüfungsamtes[1]

## Ehrungen
- 1896 Russischer Sankt-Stanislaus-Orden III. Klasse[1]
- 1903 Sankt-Stanislaus-Orden II. Klasse[1]
- 1906 Preußische Rote Kreuz-Medaille III. Klasse[1]
- .1908 Ritterkreuz I. Klasse des Verdienstordens Philipps des Großmütigen[1]
- 1916 Preußische Rote Kreuz-Medaille II. Klasse[1]
- 1916 Staatsrat[1]
- 1917 Komturkreuz II. Klasse des Verdienstordens Philipps des Großmütigen[1]
- 1917 Ernst Ludwig-Eleonoren-Kreuz[1]